# Ren
|  | Per a altres significats, vegeu «Ren (mitologia)». |

El ren (Rangifer tarandus) és una espècie de mamífer de la família dels cèrvids. A l'estiu té una distribució circumpolar a la tundra, mentre que a l'hivern habita la taigà del nord d'Euràsia i Nord-amèrica, així com Groenlàndia i altres illes de l'Àrtic. Es tracta de l'única espècie de cérvol que ha estat domesticada.
Les poblacions americanes es coneixen amb el nom de caribús, que prové de la llengua dels micmac.
És un dels representants de la megafauna del Plistocè que han sobreviscut a l'extinció del Quaternari.

## Descripció
La mida d'aquest animal varia molt d'una part de la seva distribució a l'altra.
El pes de la femella varia entre els 60 i 170 kg. En algunes subespècies de ren, el mascle és tan sols lleugerament més gros, però en d'altres pot assolir els 300 kg.
Ambdós sexes tenen banyes, però els mascles vells de la varietat que habita Escandinàvia les perden al desembre, els joves mascles a la primavera i les femelles durant l'estiu. Els domèstics tenen potes més curtes i pesen més que els seus parents salvatges.
Són remugants i per tant, tenen un estómac de quatre cavitats. Mengen principalment líquens a l'hivern. Tanmateix, també mengen fulles de salzes i bedolls, i també herbes. Poden arribar a menjar rates de camp, lèmmings (Lemmus lemmus), ocells i ous d'ocell.

## Depredadors
Els rens tenen com a depredadors des de l'Europa del Nord a Amèrica del Nord com els llops, els ossos bruns, els ossos polars, els linxs nòrdics, els linxs canadencs, els pumes, els goluts i quan son cries solen ser preses de guineus àrtiques, guineus vermelles, coiots, àguiles reals i corbs quan estan febles i moribunds, i en ocasions quan ja són carronya.

## Població
La Unió Internacional per a la Conservació de la Natura (UICN) ofereix les següents estimacions per a les poblacions salvatges de rens:
- Alaska: 660.000
- Canadà: 1.300.000
- Finlàndia: 1.900
- Groenlàndia: 73.430
- Mongòlia: < 1.000
- Noruega: 6.000
- Rússia: 831.500

## Aspectes culturals
Els rens destaquen per la seva presència en la cultura nadalenca, a través dels mítics rens que s'encarreguen de tirar el trineu del Pare Noel. Són també animals comuns als escuts de poblacions noruegues.